# Карбоангидраза 4
 Карбоангидраза 4  — фермент , который у человека кодируется геном СА4.

## Функция
Карбоангидразы (CAs) — большая семья металлоферментов цинка, которые катализируют обратимую гидратацию диоксида углерода. Они участвуют в различных биологических процессах, в том числе дыхания, кальцификации, кислотно-щелочного баланса, резорбции костей, формирование внутриглазной жидкости, спинномозговой жидкости, слюны, и желудочной кислоты. Они показывают огромное разнообразие в распространении тканей и в их внутриклеточной локализации. CA IV является  гликозилфосфатидилинозитолскреплённым (англ. glycosylphosphatidyl-inositol-anchored) изоферментом мембраны,  определённый на просветах поверхности легочных (и некоторых других) капилляров и проксимальных канальцев почек. Его точная функция не известна, однако он может играть определенную роль в наследуемых почечных нарушениях транспорта бикарбонатов.
Принципиальная схема работы карбоангидразы заключается в следующем. Карбоангидраза представляет собой белок, состоящий из фрагментов 260 аминокислот. Молекула воды теряет протон на активном участке фермента, который выступает как основание. При этом образуется сопряженное основание – гидроксид-ион, который присоединяется к молекуле диоксида углерода точно так же, как это происходит в реакциях гидроксид-иона с другими карбонильными соединениями. По существу, это присоединение представляет собой кислотно-основную реакцию Льюиса.
Кислотность воды, однако, не столь высока, чтобы протон от нее легко было бы оторвать. Поэтому карбоангидраза нуждается в помощи. Эту помощь ей оказывает кофактор - один из микроэлементов, присутствующих в организме, а именно ион Zn2+. Как кислота Льюиса он координируется по атому кислорода молекулы воды и существенно облегчает тем самым отрыв протона активным участком карбоангидразы. На модельных реакциях было определено влияние иона цинка как кофактора. Этот ион увеличивает скорость реакции гидратации карбонильного соединения более чем в 6 млн. раз по сравнению с некатализируемой реакцией.

## Взаимодействия
CA4 было показано, взаимодействует с Band 3 . 